# Bupleurum × sitenskyi
Bupleurum × sitenskyi är en växthybrid i släktet harörter och familjen flockblommiga växter. Hybriden, som är en korsning mellan Bupleurum falcatum och Bupleurum longifolium, förekommer i Slovakien. Den beskrevs av Michaela Šourková 1973.